# Kruth
Kruth (en alsacià Krit, i en alemany Krüt) és un municipi francès, situat a la regió del Gran Est, al departament de l'Alt Rin. L'any 2019 tenia 945 habitants.

## Demografia
| 1962 | 1968  | 1975  | 1982  | 1990 | 1999  | 2019 |
| ---- | ----- | ----- | ----- | ---- | ----- | ---- |
| 899  | 1.094 | 1.012 | 1.002 | 976  | 1.010 | 945  |